# Копаны
Копаны (укр. Копани) — село в Варковичской сельской общине Дубенского района Ровненской области Украины.
Население по переписи 2001 года составляло 219 человек. Почтовый индекс — 35613. Телефонный код — 3656. Код КОАТУУ — 5621684705.

## История
В 1946 г. Указом Президиума ВС УССР село Ульбаров Второй переименовано в Копаны.